# Segundo Exército (Reino Unido)

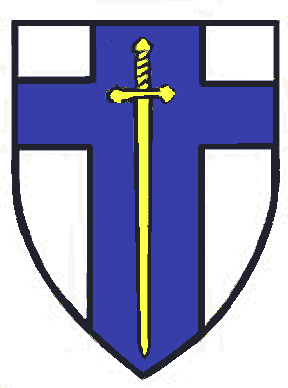
Insígnia usada na Segunda Guerra Mundial

O Segundo Exército do Reino Unido foi um exército de campo ativo durante a Primeira e a Segunda Guerra Mundial. Durante a Primeira Guerra Mundial, o exército esteve ativo na Frente Ocidental durante a maior parte da guerra e, posteriormente, na Itália. Durante a Segunda Guerra Mundial, o exército foi a principal contribuição britânica para o desembarque na Normandia em 6 de junho de 1944 e avançou pela Europa até a conquista de Berlim.

## Primeira Guerra Mundial
O Segundo Exército fazia parte do Exército Britânico formado em 26 de dezembro de 1914, quando a Força Expedicionária Britânica foi dividida em duas por se tornar grande demais para controlar suas formações subordinadas. O Segundo Exército passou a maior parte da guerra posicionado ao redor do saliente de Ypres, mas foi redistribuído para a Itália como parte da Força Expedicionária Italiana entre novembro de 1917 e março de 1918.
Em 1919, foi reconstituído como o Exército Britânico do Reno.

## Segunda Guerra Mundial
Na Segunda Guerra Mundial, o Segundo Exército foi empregado na reconquista da Europa pelos Aliados, com destaque para a Operação Overlord e a Operação Cobra.